# 南哈茨
南哈茨（德語：Südharz，發音：[ˈzyːtˌhaʁts]）是德国萨克森-安哈尔特州曼斯费尔德-南哈茨县的市镇，面积236.38平方千米，2023年12月31日人口为8,944人。